# Nowosielce (powiat Przeworski)
Nowosielce is een plaats in het Poolse district  Przeworski, woiwodschap Subkarpaten. De plaats maakt deel uit van de gemeente Przeworsk en telt 1600 inwoners.

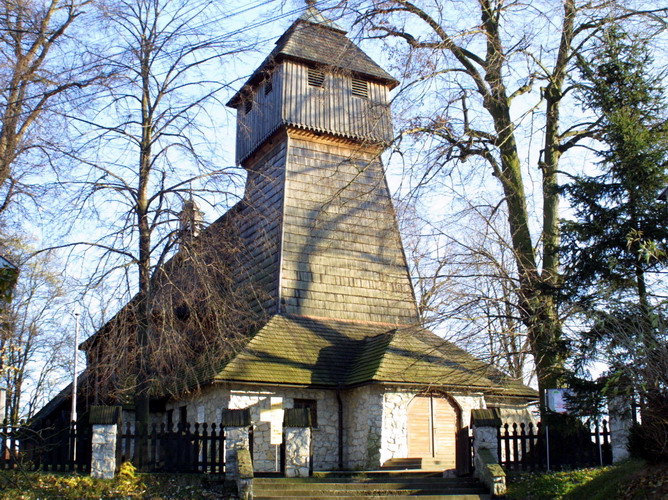
Kerk in Nowosielce